# Patrick Cutrone
Patrick Cutrone, född 3 januari 1998 i Como, är en italiensk fotbollsspelare som spelar för Como. Han har även representerat det italienska landslaget.

## Karriär
Den 10 januari 2020 lånades Cutrone ut av Wolverhampton Wanderers till Fiorentina på ett 18-månaders låneavtal. Den 7 januari 2021 blev Cutrone återkallad av Wolverhampton Wanderers. Den 31 januari 2021 lånades han ut till Valencia på ett låneavtal över resten av säsongen 2020/2021.
Den 13 augusti 2021 lånades Cutrone ut till Empoli på ett låneavtal över säsongen 2021/2022. Den 29 augusti 2022 värvades Cutrone av Como, där han skrev på ett treårskontrakt.